# Coppa di Francia 1991-1992
La stagione 1991-1992 è stata la settantacinquesima edizione della Coppa di Francia, massima competizione nazionale francese.

## Avvenimenti
L'edizione 1991-1992 della Coppa di Francia è nota per la semifinale tra Bastia ed Olympique Marsiglia, prima della quale avvenne un incidente dovuto al crollo di una tribuna provvisoria dello stadio di Furiani, eretta per l'occasione. Tale avvenimento, denominato tragedia di Furiani, causò la morte di 18 persone e il ferimento di altre 2300: in segno di lutto le due squadre non scesero in campo e, di comune accordo con la federcalcio, rinunciarono a disputare un eventuale recupero.
La rinuncia da parte di Bastia ed Olympique Marsiglia a disputare il recupero della semifinale annullò l'organizzazione della finale del torneo, che si sarebbe disputata al Parco dei Principi di Parigi. L'edizione 1991-1992 della Coppa di Francia divenne di conseguenza la prima in cui non furono assegnati vincitori. Per quanto riguarda l'accesso alla Coppa delle Coppe, per rappresentare la Francia nella seconda competizione europea fu scelto il Monaco, vincitore dell'unica semifinale disputatasi.

## Risultati

### Trentaduesimi di finale
| Squadra 1                    | Risultato       | Squadra 2                |
| ---------------------------- | --------------- | ------------------------ |
| Sochaux                      | 0 - 3           | Monaco                   |
| Metz                         | 0 - 2           | Auxerre                  |
| Rennes                       | 1 - 0           | Nantes                   |
| Olympique Marsiglia          | 1 - 0           | Bordeaux                 |
| Martigues                    | 0 - 2           | Montpellier              |
| Istres                       | 1 - 1 (4-3 dcr) | Olympique Lione          |
| Valenciennes                 | 2 - 1           | Lilla                    |
| Sète                         | 1 - 2           | Cannes                   |
| Angoulême-Charente 92        | 0 - 2           | Nancy                    |
| Boulogne                     | 1 - 4           | Paris Saint-Germain      |
| AS Béziers                   | 1 - 3           | Tolone                   |
| Stade Poitevin Football Club | 0 - 2           | Tolosa                   |
| Olympique Noisy-le-Sec       | 0 - 4           | Saint-Étienne            |
| Vire                         | 0 - 3           | Le Havre                 |
| Colmar                       | 0 - 3           | Lens                     |
| Pont l'Abbé                  | 0 - 2           | Caen                     |
| Choisy le Roi                | 0 - 2           | Nîmes                    |
| Olympique Alès               | 0 - 0 (4-3 dcr) | Perpignan                |
| Bourges                      | 2 - 1           | Laval                    |
| Châteauroux                  | 0 - 2           | Guingamp                 |
| Mulhouse                     | 2 - 0           | Rouen                    |
| Pau FC                       | 2 - 1           | La Roche Vendée Football |
| Nizza                        | 1 - 0           | Valence                  |
| Angers                       | 1 - 0           | Thouars Foot 79          |
| Dunkerque                    | 3 - 1           | SR Saint Dié             |
| Château-Thierry              | 2 - 3 (dts)     | Gazélec Ajaccio          |
| Cambrai                      | 0 - 3           | Red Star                 |
| Fesches le Châtel            | 0 - 1           | Bastia                   |
| Troyes                       | 2 - 0           | Saint-Priest             |
| Lorient                      | 3 - 1           | Joué les Tours           |
| Marcq en Baroeul             | 0 - 4           | Saint-Omer               |
| Massy                        | 1 - 0           | ÉSA Brive                |

### Sedicesimi di finale
| Squadra 1       | Risultato       | Squadra 2           |
| --------------- | --------------- | ------------------- |
| Auxerre         | 2 - 2 (1-4 dcr) | Monaco              |
| Caen            | 5 - 4dts        | Lens                |
| Montpellier     | 2 - 0           | Rennes              |
| Nancy           | 3 - 2           | Paris Saint-Germain |
| Dunkerque       | 0 - 3           | Saint-Étienne       |
| Le Havre        | 0 - 1dts        | Bourges             |
| Istres          | 1 - 2           | Olympique Marsiglia |
| Bastia          | 2 - 0           | Tolosa              |
| Gazélec Ajaccio | 1 - 0           | Tolone              |
| Cannes          | 3 - 1dts        | Angers              |
| Pau FC          | 3 - 3 (5-4 dcr) | Nîmes               |
| Olympique Alès  | 0 - 0 (4-5 dcr) | Red Star            |
| Mulhouse        | 1 - 1 (4-5 dcr) | Guingamp            |
| Lorient         | 0 - 3           | Valenciennes        |
| Massy           | 1 - 2           | Nizza               |
| Saint-Omer      | 0 - 0 (3-2 dcr) | Troyes              |

### Ottavi di finale
| Squadra 1       | Risultato       | Squadra 2           |
| --------------- | --------------- | ------------------- |
| Cannes          | 2 - 1dts        | Montpellier         |
| Valenciennes    | 0 - 2           | Olympique Marsiglia |
| Nancy           | 2 - 1           | Bourges             |
| Gazélec Ajaccio | 2 - 1           | Saint-Étienne       |
| Caen            | 0 - 0 (5-3 dcr) | Pau FC              |
| Saint-Omer      | 2 - 4           | Monaco              |
| Nizza           | 0 - 1           | Bastia              |
| Red Star        | 2 - 1dts        | Guingamp            |

### Quarti di finale
| Squadra 1       | Risultato   | Squadra 2           |
| --------------- | ----------- | ------------------- |
| Caen            | 1 - 3       | Olympique Marsiglia |
| Gazélec Ajaccio | 0 - 3       | Monaco              |
| Bastia          | 0 - 0 (dts) | Nancy               |
| Cannes          | 1 - 0dts    | Red Star            |

### Semifinali
| Squadra 1 | Risultato   | Squadra 2           |
| --------- | ----------- | ------------------- |
| Cannes    | 0 - 0 (dts) | Monaco              |
| Bastia    | -           | Olympique Marsiglia |

| Cannes 28 aprile 1992                                                                                   | Cannes               | 0 – 0 (d.t.s.) referto           | Monaco | Stade Pierre de Coubertin |
| \| \| \| \| \| Langers Koot Ravera Durix \| Tiri di rigore 3 – 5 \| Passi Djorkaeff Gnako Weah Petit \| |                      |                                  |        |                           |
| |                      |                                  |        |                           |
| Langers Koot Ravera Durix                                                                               | Tiri di rigore 3 – 5 | Passi Djorkaeff Gnako Weah Petit |        |                           |

| Bastia 5 maggio 1992 | Bastia | – referto | Olympique Marsiglia | Stade Armand Cesari |